# 淡河バスストップ
淡河バスストップ（おうごバスストップ）は、兵庫県神戸市北区淡河町萩原に位置する山陽自動車道のバス停。無料駐車場も設置されており、パークアンドライドが可能。
付近を国道428号、県道三木三田線が通っており、神姫バスが運行しているが、当バスストップとは接続していない。駐車場から10分程下ると学校下バス停があり、一般道のバスはこちらに停車する。

## 停車する路線
- 姫路駅～大阪伊丹空港リムジンバス（神姫バス）の大阪伊丹空港行き

姫路駅行きは降車専用のため、乗車できない。

## 所要時間
- 大阪空港まで約35分

## 周辺
- 神戸市立淡河小学校
- 道の駅淡河

## 隣
E2 山陽自動車道
(1)神戸北IC - (PA)淡河PA - (BS)淡河BS - (2)三木JCT - (BS)志染BS - (3)三木東IC

## 位置情報
- 淡河バスストップ（バス停検索）

- 北緯34度49分05秒 東経135度06分32秒 / 北緯34.81806度 東経135.10889度
- 淡河［北東］ - 地理院地図
- 神戸市北区淡河町萩原 - Google マップ

- - Google マップでは淡河バスストップで検索しても正しく表示されないため、近傍の地点で代用。